# Chaetodon pelewensis
Chaetodon pelewensis är en fiskart som beskrevs av Kner, 1868. Chaetodon pelewensis ingår i släktet Chaetodon och familjen Chaetodontidae. IUCN kategoriserar arten globalt som livskraftig. Inga underarter finns listade i Catalogue of Life.